# Dego
Dego ( Ël De in piemontese, O De nella variante locale, Dêgo in ligure) è un comune italiano di 1 807 abitanti della provincia di Savona in Liguria.

## Geografia fisica
Il comune è situato sul versante settentrionale dell'Appennino ligure, alla confluenza tra il rio Grillero e la Bormida di Spigno. All'interno del Bosco di Montenotte la zona denominata Collina di Dego vi è una vasta area protetta provinciale consta da numerose faggete, con presenza di roveri e castagni.

## Origini del nome
Sull'origine etimologica del nome "Dego" sono state fatte numerose supposizioni. Alcuni studiosi lo fanno derivare dall'antico tedesco Der Got (letteralmente "Il Dio") o dal latino degere (fermarsi, soggiornare) ricavato da una frase di Tullio Cipriano, condottiero romano, pronunciata alla vista del castello e dell'ampia vallata.
Altre due interessanti ipotesi vengono proposte dallo studioso locale Bruno Chiarlone in un suo testo. Nella prima proposta egli sostiene che vi sia una derivazione celtica: Dego sarebbe la traduzione di Dek che in antico celtico significa "il migliore" riferendosi alla posizione ottimale del colle, protetto su tre lati dai corsi d'acqua: Grillero, Colarello e Bormida. Nella seconda ipotesi lo studioso suppone un'origine indoeuropea e perciò risalente al 2000 a.C. quando le popolazioni antiche dall'India raggiunsero la più settentrionale Europa per diffondervisi in tutti i suoi territori e caratterizzarla culturalmente e perciò linguisticamente. Deigh è la parola di origine indoeuropea da cui proviene Dego e significa "plasmare".
Queste due ipotesi non sono infondate data la loro specificità storico-linguistica, ma, per trovare una più attendibile spiegazione, bisogna attenersi alla definizione data dal REW: Romanisches Etimologisches Wörterbuch di Meyer Lübke secondo il quale Dego trova riscontro etimologico alla voce alto provenzale dec (confine), che deriva, a sua volta, dal latino decus (abbreviazione di dĕcussis, "a forma di croce", come il numero romano dieci) e quindi il nostro termine si riferisce alla X incisa sui cippi come segnale di confine. Quest'ultima tesi è la più attendibile poiché trova conferma anche dagli studi compiuti da G. Serra il quale trova questa radice in molti toponimi provenzali, piemontesi, lombardi ed emiliani (antiche aree celtiche).

## Storia

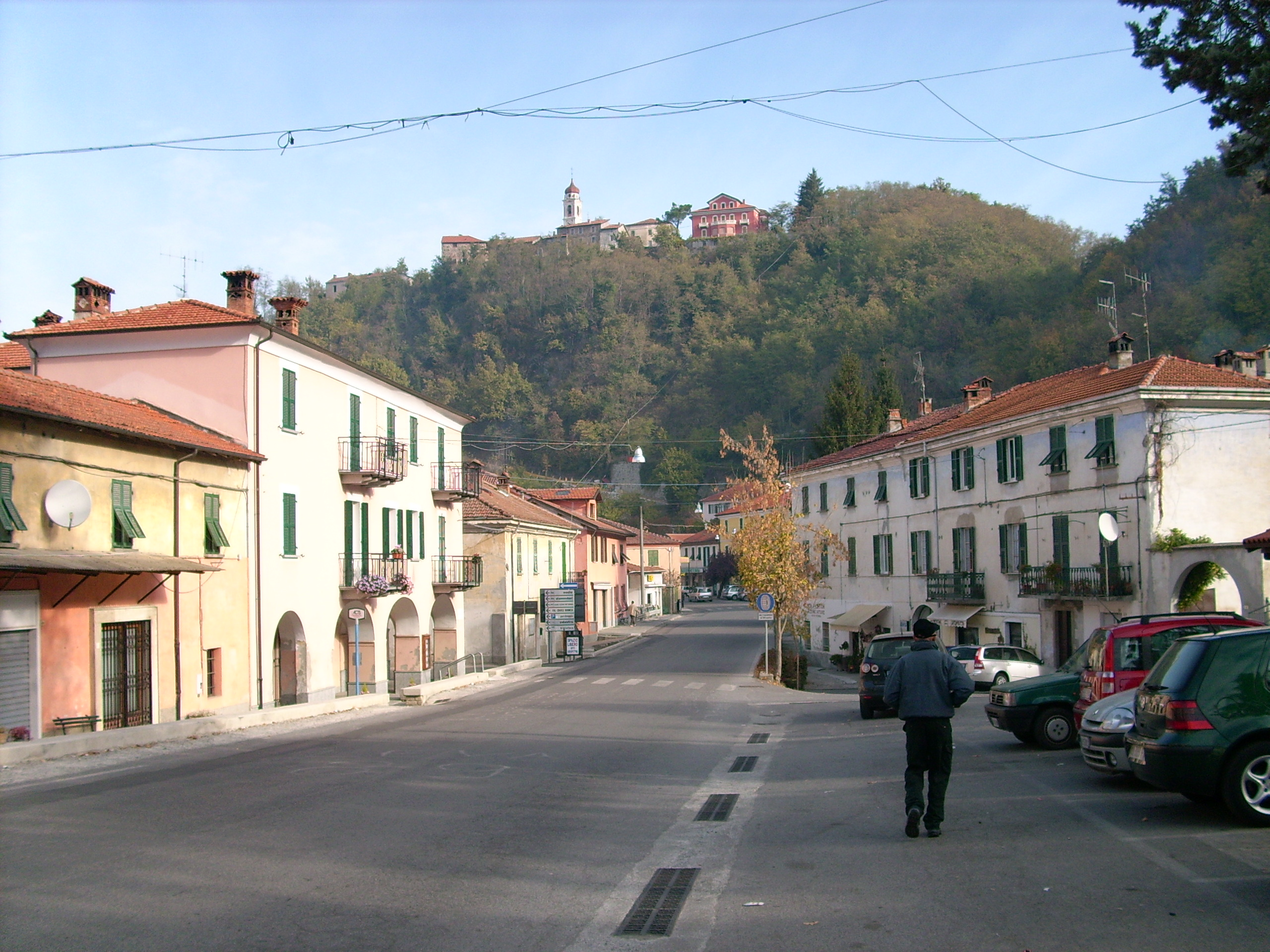
Il centro

Forse di origine romana, Dego era collocato lungo la Via Aemilia Scauri che collegava Aquae Statiellae a Vada Sabatia, le odierne Acqui Terme e Vado Ligure. Il nome potrebbe derivare dalla posizione di questo luogo sul decussius, ossia su un punto di triplice convergenza confinaria, tra i municipia di Aquae Statiellae, Alba Pompeia (Alba) e Vada Sabatia.
Nell'alto medioevo divenne sede della più meridionale delle pievi della diocesi di Acqui: l'edificio pievano, intitolato a santa Maria Assunta, esiste tuttora e conserva parti romaniche di origine medievale.
La prima citazione di Dego risale al 967, quando compare in un diploma imperiale tra le curtes donate al marchese Aleramo da Ottone I. Il dominio su questo luogo rimase a lungo nella marca Aleramica: fu ereditato da Bonifacio del Vasto, da suo figlio Enrico I Del Carretto nel 1142 e dai suoi discendenti, che dominavano la regione tra le due Bormide e la costa ligure.
Nel 1214 Ottone del Carretto, figlio di Enrico, cedette Dego al Comune di Genova, dal quale lo riottenne simultaneamente in feudo. Nonostante la variazione giurisdizionale Dego rimase sotto il dominio carrettesco, mentre il vescovo di Acqui riscuoteva le decime del paese.
Nel 1339 Dego venne ceduto agli Scarampi, ma appena undici anni dopo ritornò nelle mani dei Del Carretto (1350). Nel 1419 fu compreso nel Marchesato del Monferrato. Occupato temporaneamente (con gravi danni) dagli eserciti sabaudi nel 1625, entrò a far parte del Regno di Sardegna soltanto nel 1735 con la pace di Vienna.

Lo stemma storico

Nelle fasi iniziali della guerra di successione austriaca (1745) il territorio fu teatro di scontri e occupato dall'esercito franco-spagnolo e ancora il 21 settembre del 1794 vide il primo scontro tra i soldati francesi e austriaci (Prima battaglia di Dego).
Tra il 14 e il 15 aprile del 1796 vi si svolse una seconda battaglia tra l'armata francese comandata da Napoleone Bonaparte e le truppe austro-sarde: fu uno degli episodi salienti della prima campagna d'Italia e che aprì la via per la conquista francese del Piemonte. Il pittore di battaglie Giuseppe Pietro Bagetti documentò l'evento, che costò la vita a circa 400 abitanti, con disegni e dipinti.
Con il dominio francese il territorio di Dego rientrò dal 2 dicembre 1797 nel Dipartimento del Letimbro, con capoluogo Savona, all'interno della Repubblica Ligure. Dal 28 aprile 1798 con i nuovi ordinamenti francesi, rientrò nel X Cantone, capoluogo Sassello, della Giurisdizione di Colombo e dal 1803 centro principale del I Cantone di Savona nella Giurisdizione di Colombo. Annesso al Primo Impero francese dal 13 giugno 1805 al 1814 venne inserito nel Dipartimento di Montenotte.
Nel marzo del 1814 Dego ospitò il pontefice Pio VII, a causa delle cattive condizioni del tempo, nel viaggio di ritorno da Savona ad Acqui. Il papa, acclamato dalla popolazione, fu condotto con l'ausilio di un baldacchino ancora oggi conservato ed esposto, se pur di proprietà privata, all'interno del palazzo comunale.
Nel 1815 fu inglobato nel Regno di Sardegna, così come stabilì il Congresso di Vienna del 1814, e successivamente nel Regno d'Italia dal 1861. Dal 1859 al 1927 il territorio fu compreso nel VII mandamento omonimo del circondario di Savona facente parte della provincia di Genova; nel 1927 anche il territorio comunale deghese passò sotto la neo costituita provincia di Savona.
Subisce gli ultimi aggiustamenti al territorio comunale nel 1929 quando gli furono uniti parti di territorio dei soppressi comuni di Santa Giulia e di Brovida; un'altra zona dell'ex comune di Santa Giulia fu, invece, aggregato nel territorio di Piana Crixia.
Nella seconda guerra mondiale vi fu un acceso movimento partigiano che contribuì alla liberazione del paese dalla Germania nazista.
Dal 1973 al 30 aprile 2011 ha fatto parte della Comunità montana Alta Val Bormida.

### Simboli
Stemma
Gonfalone

Lo stemma e il gonfalone sono stati concessi con decreto del presidente della Repubblica del 9 gennaio 2006.

## Monumenti e luoghi d'interesse

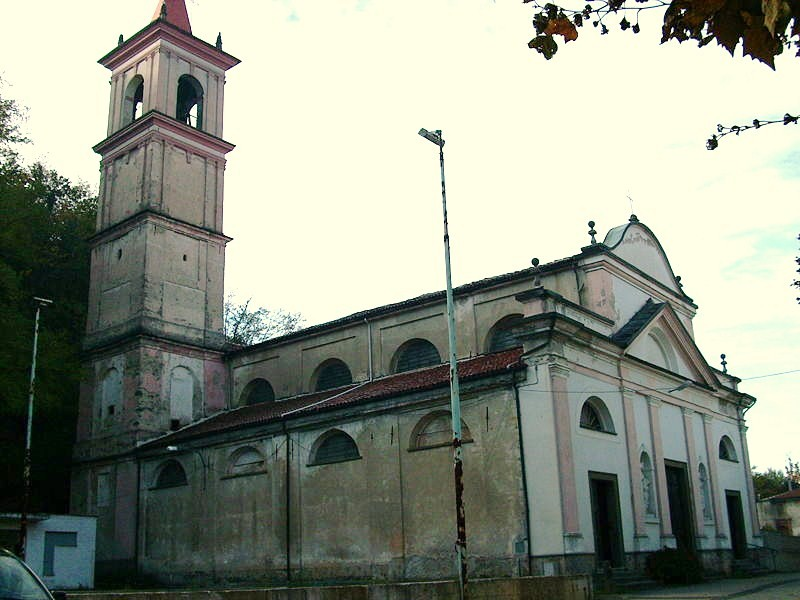
La chiesa parrocchiale di Sant'Ambrogio nella località di Dego Villa

### Architetture religiose
- Chiesa parrocchiale di Sant'Ambrogio nella località di Dego Villa, venne ricostruita nel 1810 sul luogo di un antico edificio preesistente.
- Chiesa di San Rocco nella località di Dego Villa, del XVII secolo.
- Chiesa parrocchiale dell'Annunziata nella località di Dego Alta, in stile barocco e con pietre a vista, preceduta da un porticato.
- Chiesa parrocchiale di San Massimo nella località di Brovida.
- Oratorio di San Maurizio nella località di Brovida, del XVII secolo.
- Chiesa di Santa Maria Assunta, antica pieve e parrocchiale, con strutture murarie romaniche e pitture gotiche.
- Chiesa parrocchiale di San Maurizio nella località di Niosa, con abside romanica.
- Certosa della Trinità nella località di Porri.
- Chiesa parrocchiale di San Marco Evangelista nella località di Santa Giulia, del XV secolo.
- Oratorio di San Giovanni Battista nella località di Santa Giulia, del XV secolo.

### Architetture civili
- Palazzo marchionale della famiglia Sessame (ramo dei Del Carretto), con porticato e loggiato e torre di guardia, del XVI secolo nelle località di Santa Giulia.

### Architetture militari
- Castello di Dego Alta. Costruito nel XIII secolo dalla famiglia Del Carretto su un poggio a nord del paese.

### Aree naturali
Nel territorio comunale di Dego sono presenti e preservati due siti di interesse comunitario, proposto dalla rete Natura 2000 della Liguria, per il suo particolare interesse naturale e geologico. Il primo sito è condiviso tra i comuni di Dego e Cairo Montenotte (Rocchetta Cairo), nella piana alluvionale della Bormida. Tra la flora è segnalata la presenza dello zafferano ligure (Crocus ligusticus), mentre tra le specie animali il cavaliere d'Italia, il falco cuculo, l'albanella reale e la pavoncella.
Il secondo sito, anch'esso ubicato tra Dego e Rocchetta Cairo, presso la Rocca dell'Adelasia, vede la presenza di orchidee e della cerra sughera; tra gli animali il gambero di fiume, coleotteri carabidi e il ferro di cavallo maggiore.

## Società

### Evoluzione demografica
Abitanti censiti

### Etnie e minoranze straniere
Secondo i dati Istat al 31 dicembre 2019, i cittadini stranieri residenti a Dego sono 186, così suddivisi per nazionalità, elencando per le presenze più significative:
1. Romania, 92

### Lingue e dialetti
Il dialetto di Dego fa parte delle parlate dell'Oltregiogo ligure occidentale e precisamente di quelle della val Bormida denominata sia da Forner che da Toso, attraverso una connotazione geografico-linguistica, mischzöne, ovvero: zona mista, caratterizzata da contatti fra parlate ligustiche e parlate basso-piemontesi.

## Geografia antropica
Il territorio comunale è costituito principalmente dal solo capoluogo comunale di Dego e da numerosi nuclei e borghi storici - riconosciuti dallo statuto comunale e dalla comunità - quali Bormiola, Botta, Brovida Chiesa, Brogi, Cà Bulin-Certosa della Trinità, Chiaffoni, Costalupara, Girini, Governatori, La Costa, Noceto, Niosa, Piano, Porri, Sanvarezzo, Saraffi, Santa Giulia-Chiesa, Supervia e per una superficie territoriale di 66,82 km².
Confina a nord con il comune di Piana Crixia e Spigno Monferrato (AL), a sud con Cairo Montenotte, ad ovest con Castelletto Uzzone (CN) e Gottasecca (CN), ad est con Giusvalla.

## Economia
Dego basa la sua principale attività economica nella produzione agricola. In zona dalla coltivazione di grano e mais, e nei suoi boschi composti principalmente da castagneti e noccioleti è presente una tipica varietà del tartufo. Dego è rinomato inoltre per la raccolta funghi. Altre attività sono la lavorazione del vetro e della ceramica.

## Infrastrutture e trasporti

### Strade
Il centro di Dego è attraversato principalmente dalla strada provinciale 29 del Colle di Cadibona che gli permette il collegamento stradale con Piana Crixia, a nord, e Cairo Montenotte a sud. Altra arteria viaria del territorio deghese è la strada provinciale 542 di Pontinvrea per l'omonimo comune.

### Ferrovie
Dego è servita all'omonima stazione ferroviaria posta sulla linea ferroviaria Alessandria-San Giuseppe di Cairo.

## Amministrazione
| Periodo        | Periodo        | Primo cittadino | Partito                                        | Carica  | Note   |
| -------------- | -------------- | --------------- | ---------------------------------------------- | ------- | ------ |
| 26 maggio 1985 | 27 maggio 1990 | Giuseppe Genta  | lista civica                                   | Sindaco |        |
| 27 maggio 1990 | 30 marzo 1992  | Sergio Gallo    | Indipendente                                   | Sindaco | [ 17 ] |
| 14 aprile 1992 | 24 aprile 1995 | Ilario Viano    | Democrazia Cristiana                           | Sindaco |        |
| 24 aprile 1995 | 14 giugno 1999 | Sergio Gallo    | lista civica                                   | Sindaco |        |
| 14 giugno 1999 | 14 giugno 2004 | Sergio Gallo    | Indipendente                                   | Sindaco |        |
| 14 giugno 2004 | 8 giugno 2009  | Fiorino Zappa   | lista civica                                   | Sindaco |        |
| 8 giugno 2009  | 26 maggio 2014 | Fiorino Zappa   | Il futuro di Dego (lista civica)               | Sindaco |        |
| 26 maggio 2014 | 27 maggio 2019 | Massimo Tappa   | Voltiamo pagina (lista civica)                 | Sindaco |        |
| 27 maggio 2019 | 10 giugno 2024 | Franco Siri     | Tutti per Dego (lista civica di centro-destra) | Sindaco |        |
| 10 giugno 2024 | in carica      | Franco Siri     | Tutti per Dego (lista civica di centro-destra) | Sindaco |        |

## Sport

### Calcio
- A.S.D. Dego Calcio, militante nel campionato di Prima Categoria.